# Турецкий фольклор

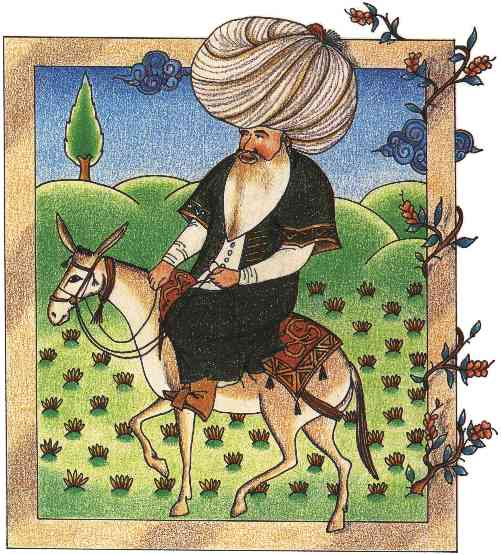
Ходжа Насреддин

Турецкий фольклор, его сказки, анекдоты, легенды, музыка и др. богат и разнообразен.

## История
До провозглашения турецкой республики научные работы в области фольклора велись одиночными исследователями. В 1927 году в Анкаре было создано «Анатолийское фольклорное информационное общество», переименованное позже в «Турецкое информационное общество», которое было первой организацией изучающей турецкий фольклор. В 1964 году был создан «Научно — исследовательский институт фольклора», в 1966 году — «Турецкое фольклорное общество».
В настоящее время в университете Анкары работают: факультет языка, истории и географии, факультет этнологии и антропологии. Фольклор изучается в фольклорном клубе Босфорского университета, в Ближневосточном техническом университете и др. Но до недавнего времени собранный фольклорный материал не подвергался научной систематизации.

## Музыка
Турецкий музыкальный фольклор включает в себя вокальную, инструментальную и песенно-танцевальную музыку.
В турецкой народной музыке выделяются две характерные группы — кырк хава (короткая мелодия) и узун хава (длинная мелодия). Для кырк хава свойственны мелодии небольшого диапазона в равномерном ритме, для узун хава — ритмически свободные мелодии широкого диапазона. Популярен жанр народных песен Тюркю́, не имеющий характерной формы исполнения, каждая отдельная песня жанра является самостоятельным произведением со своей мелодией.

## Танцы
Народные танцы в Турции исполняются отдельно как группами мужчин, так и группами женщин, или совместно — мужчинами и женщинами. Ислам запрещает мужчинам и женщинам танцевать вместе, но многие национальные танцы Турции танцуются совместно, не меняя исконных традиций.
Народные танцы исполняются под народную музыку. Большинство танцев исполняются под барабан — традиционный музыкальный инструмент, часто исполнение танцев сопровождается инструментами зурна (дудочка), саз (турецкая лютня), кеменч (маленькая скрипка), теф (тамбурин), кларнет, тулум (турецкая волынка), аккордеон.

## Фольклорные персонажи

### Ходжа Насреддина
Наиболее популярной фигурой в турецком фольклоре является Ходжа Насреддин (по-турецки «Учитель Насреддин»), который является центральным персонажем тысяч анекдотов. Он выглядит как человек, который, несмотря кажущуюся глуповатость тем, кому приходится иметь с ним дело, на самом деле несет в себе особую мудрость.

### Хадживат и Карагёз

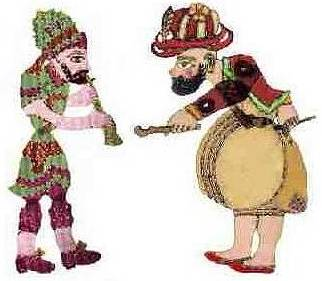
Хадживат (слева) и Карагёз (справа)

Популярными персонажами турецкого фольклора являются персонажи турецкого теневого театра и театра кукол в Турции Хадживат и Карагёз. В жизни существовали реальные лица, с которых был скопирован образ этих персонажей. Они работали на Османа I—основателя Османской династии при строительстве его дворца в Бурсе в начале 14 века нашей эры. Они, якобы, провели на работе большую часть времени, развлекая других работников. Персонажи являются воплощением турецкого народного юмора и природной смекалки.

## Персонажи фольклора Черноморского региона
- Ахи Эврен;
- Ахриян;
- Aлатуби;
- Aнкомах;
- Колот.

## Существа в турецком фольклоре
- Аль Басти;
- Барди — самка шакала, который может менять форму и предвещать смерть от плача;
- Птица печали ;
- Росы (или дивы);
- Драконы;
- Дервиш;
- Чертенок ;
- Камер-Тадж, Луна-лошадь ;
- Караконджул;
- Каракура — мужской ночной демон;
- Лысый Мальчик ;
- Пэрис ;
- Семиглавый дракон .

## Турецкие фольклорные ансамбли
Турецкая фольклорная музыка исполняется музыкальными коллективами, включая ансамбли при турецких университетах:
- Ankara Üniversitesi DTCF Halkbilim Topluluğu (Музыкальный коллектив университета Анкары);
- Balıkesir Üniversitesi Halk Bilimi Araştırmaları Kulübü;
- Bilkent Üniversitesi Halkbilimi Topluluğu;
- Boğaziçi Üniversitesi Halkbilim Topluluğu;
- Cumhuriyet Üniversitesi Türk Halkbilimi Topluluğu;
- Gazi Üniversitesi Türk Halkbilimi Topluluğu;
- Hacettepe Üniversitesi Türk Halkbilimi Topluluğu;
- ODTÜ Türk Halkbilimi Topluluğu;
- Uşak Genç Halkbilimciler Kulübü.